# Nižný Hrušov
Nižný Hrušov je obec na Slovensku, v okrese Vranov nad Topľou v Prešovském kraji. V obci žije přibližně 1 500 obyvatel.

## Poloha
Obec leží v Ondavském výběžku Východoslovenské nížiny na aluviálních nivách řeky Ondavy, která východním směrem přechází do Pozdišovské pahorkatiny. Nadmořská výška se pohybuje v rozmezí 105 až 201 m n. m., střed obce je ve výšce 130 m.
Obec se skládá z těchto částí: Baňur, Hušták, Hurky, Valal, Ričijov, Maloveska, Kerta, Bikač, Konec a Kadlubec.
Obec sousedí: na severu s obcí Poša, na východě s obcemi v Košickém kraji Vybuchanec, Lesné a na jihu s obcí Rakovec nad Ondavou, na jihu s obcí Parchovany a západě s obcí Sečovská Polianka a Dlhé Klčovo.

## Historie
Archeologické nálezy z blízkého okolí dokládají osídlení už v době paleolitu a z konce eneolitu. První písemná zmínka o obci je z roku 1254, kde je zmiňovaná jako zemanský majetek pod názvem Körtvélyes, později jako Kertweles, Nižný Hrussow, Hrušovík a od roku 1920 jako Nižný Hrušov. Maďarsky jako Alsókörtvélyes.
Obec byla majetkem několika zemanů v 19. století patřila rodům Balassovců, Széchyovců a dalším. V roce 1715 bylo v obci deset opuštěných a čtrnáct obývaných poddanských domů. V roce 1828 žilo v 105 domech 776 obyvatel. V roce 1831 vypukla v obci cholera na ni zemřelo 76 obyvatel.
Hlavní obživou bylo zemědělství a ovocnářství. Po roce 1949 mimo JRD obyvatelé docházeli za prací do blízkých závodů.

## Kostely, kláštery
V obci se nachází:
- Římskokatolický novorománský farní kostel z roku 1910 zasvěcený Nejsvětějšímu tělu a krvi Páně[8] farnosti Nižný Hrušov, děkanátu Vranov nad Topľou.
- Řeckokatolický gotický chrám zesnutí Panny Marie (zosnutia Presvätej Bohorodičky) ze 14. století a přistavěnou věží v roce 1615 a v roce 1836 přestavěn do barokně klasicistní podoby. Kostel náleží pod řeckokatolickou farnost Poša, děkanát Vranov nad Topľou-mesto, Prešovské archieparchie.[9]
- Klášter barokně klasicistní z doby kolem roku 1701
- V roce 2005 byl zřízen klášter kongregace sester Matky Božího Milosrdenství[10]

## Partnerská města
- Hatvan (Maďarsko)
- Iwonicz Zdój (Polsko)
- Skolyszyn (Polsko)
- Lesné (Slovensko)